# Relaciones Argentina-Libia
Las relaciones entre Argentina y Libia son las relaciones bilaterales entre la República Argentina y Libia. Los dos países son miembros del Grupo de los 77 y de las Naciones Unidas.

## Historia

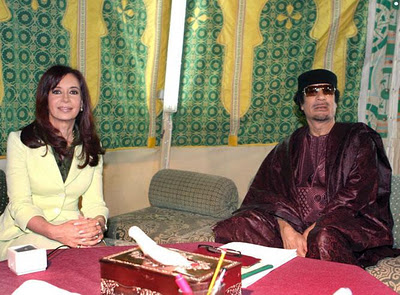
Muammar Gaddafi (derecha) se reunió con la presidenta de Argentina, Cristina Fernández de Kirchner (izquierda) en Trípoli en 2008

En enero de 1974, el presidente argentino Juan Perón envió a su ministro de Bienestar Social, José López Rega, a una misión diplomática a Libia, donde se reunió con Muammar al-Gaddafi, con quien Perón compartía una afinidad ideológica, cercana al nasserismo y el Tercer Mundoísmo. Como resultado de esta visita, se firman varios acuerdos de cooperación relacionados con cuestiones económicas, tecnológicas y culturales. En febrero de ese mismo año, el gobierno imprimió una pequeña publicación en papel fotográfico de excelente calidad en español y árabe, llamada "Misión Argentina en Libia", con una breve revisión del resultado de la visita y los tratados que se firmaron.
Para dar continuidad a los objetivos de cooperación bilateral acordados con Libia tras la visita de la Presidenta de la Nación, Cristina Fernández de Kirchner, a finales de 2008, acompañada por el ministro de Relaciones Exteriores Jorge Taiana, las delegaciones de Argentina y Libia celebraron una reunión de tres días con el líder libio Muammar Gaddafi, con el objetivo de implementar un programa de trabajo conjunto en diferentes campos.

## Después de la guerra civil libia
Argentina vota a favor de la acreditación del Consejo Nacional de Transición como representante de Libia para el 66.º Período Ordinario de la Asamblea General de las Naciones Unidas, reconociendo a esa entidad como representante legítimo del pueblo libio.
Argentina cerró su embajada en Trípoli debido a la primera guerra civil libia, y reabrió en 2012, en 2018 debido a la segunda guerra civil libia. Argentina cerró su Embajada en Trípoli y es transferida temporalmente a Túnez.
En 2019, una delegación del Ministerio de Asuntos Exteriores de Libia, encabezada por el director del Departamento de Asuntos de las Américas, Abdul Rahman Al-Qannas, se reunió con el director del Departamento de África y Oriente Medio del Ministerio de Asuntos Exteriores de Argentina, Mariano Simon Padros. Especialistas en relaciones bilaterales y cooperación internacional de ambas partes participaron en la reunión, que se celebró en la sede del Ministerio de Asuntos Exteriores de Argentina en la capital, Buenos Aires, en presencia del Encargado de Asuntos de la Embajada de Libia en Argentina, Bashir Al-Akkari. Las discusiones se centraron en las formas de consolidar las relaciones políticas y ampliar los horizontes de cooperación entre los dos países, e incluyeron áreas de intercambio de apoyo y coordinación en las organizaciones internacionales y regionales, la mejora del comercio y el intercambio económico en los sectores de la salud y la educación, y la posible cooperación en el campo de la eliminación de minas y restos de guerra, además de facilitar la concesión de visados a los ciudadanos libios. Especialmente estudiantes y hombres de negocios, Las dos partes acordaron continuar haciendo esfuerzos para superar las dificultades con el fin de ampliar la cooperación en las áreas antes mencionadas, y fomentar el flujo de bienes y servicios de acuerdo con las necesidades del mercado libio, y de una manera que sirva al beneficio común. Acuerdos relacionados con la participación de Libia en la reunión de alto nivel de las Naciones Unidas para la cooperación Sur-Sur.

## Misiones diplomáticas
- La embajada de Argentina en Túnez concurre con representación diplomática a Libia.
- Libia tiene una embajada en Buenos Aires.